# LW-08
LW-08 (Jupiter/LW-08) — двухкоординатный корабельный радар дальнего обзора производства голландской компании Thales Nederland BV.
Дальность обнаружения цели с ЭПР 2 м² составляет 260 км. Устанавливается на кораблях среднего и большого водоизмещения. Антенный пост монтируется на гидравлически стабилизированной платформе.
Антенна представляет собой рупорный излучатель с параболическим рефлектором.
Радар работает на 6 фиксированных частотах в диапазоне 1,25—1,35 ГГц, предусмотрен режим перескока частоты от импульса к импульсу. В передатчике используется лампа бегущей волны (ЛБВ), управляемая синтезатором частот.
Масса антенны — 1,5 т (вместе с подпалубной аппаратурой – 5 т).
Число одновременно сопровождаемых целей — 64, скорость целей — до 5 М.

## Модификации

### LW-08
Базовая модель, впервые установленкая на фрегатах типа «Кортенар» ВМС Нидерландов.
В модификации радара, установленной на голландских фрегатах типа «Якоб ван Хемскерк» установлен двойной облучатель. Дополнительный облучатель формирует луч с большим возвышением для обнаружения пикирующих на корабль воздушных целей.
В модификации 2003 года для фрегатов типа «Кортенар» ВМС Греции ЛБВ заменена твёрдотельным передатчиком. Предусмотрено автоматическое начало сопровождения цели и возможность сопровождения надводных целей. Количество сопровождаемых целей – до 100 воздушных и 60 надводных.

### DRBV-26/LW.08
Модификация радара, возникшая в результате слияния фирм Thomson-CSF (в настоящее время — Thales) и Signaal (в настоящее время —  Thales Nederland). Эффективная антенна радара Signaal LW-08 была скомбинирована с подпалубным оборудованием радара DRBV-26, совместимым с гибкой и централизованной системой управления Tavitac.

### Jupiter 08
Модификация, включающая антенну Signaal LW-08 и подпалубное оборудование радара Thomson-CSF Jupiter II.

### Jupiter-LA
Модификация малой массы с полосковой антенной и лёгкой гидравлической стабилизированной  платформой.

### Jupiter-RE
Модификация с увеличенной дальностью обнаружения. Для повышения мощности сигнала вдвое оснащена двумя параллельными передатчиками, облучающими одну антенну.

### RAWL-02 (PLN 517)
Модификация диапазона L, производимая по лицензии индийской фирмой Bharat Electronics Limited.  

### Type 1022
В английском радаре Type 1022 используется приёмопередатчик LW-08 вместе с узколучевой антенной Маркони. Этот радар, установленный на авианосце «Инвинсибл», хорошо зарекомендовал себя во время англо-аргентинского конфликта. После конфликта ВМФ Великобритании заказал ещё 12 радаров LW-08/Type 1022 для эсминцев типа 42. Один из этих эсминцев («Кардифф») участвовал в войне в Персидском заливе в 1991 году, и здесь радар LW-08/Type 1022 проявил себя с лучшей стороны. Кроме того, один радар этой модификации установлен в Форт-Дрейк для обзора Портсмутской гавани.

### LW-09
Радар LW-09 представляет собой модификацию LW-08 с твёрдотельным передатчиком D-диапазона (D-SSTX) модульной конструкции. Один модуль усилителя мощности, состоящий из 16 параллельных передающих элементов, обеспечивает пиковую мощность 4 кВт. Возможно подключение до 32 таких модулей с максимальной пиковой мощностью более 100 кВт.

## Установки на кораблях
- LW-08 Thales Nederland BV
  -  Фрегаты типа ANZAC
  -  Фрегаты типа «Карел Дорман»
  -  Фрегаты типа «Бранденбург»
  -  Фрегаты типа «Кортенар»
  -  Фрегаты типа MEKO
  -  Фрегаты типа «Годавари»
  -  Фрегаты типа «Нилгири»
  -  Эскадренные миноносцы типа «Ирокез»
  -  Фрегаты типа «Карел Дорман»
  -  Фрегаты типа ANZAC
  -  Фрегат Canterbury
  -  Фрегаты типа «Кортенар»
  -  Фрегаты типа «Карел Дорман»
  -  Лёгкие крейсера типа «Де Зевен Провинсен» («Адмирал Грау»)
  -  Фрегаты типа «Наресуан»
  -  Фрегаты типа «Карел Дорман»
  -  Фрегаты типа «Якоб ван Хемскерк»

Выпуск по лицензии за рубежом:
- RAWL-02 Bharat Electronics Limited
  -  Авианосец «Вираат»
  -  Эскадренные миноносцы типа «Калькутта»
  -  Эскадренные миноносцы типа «Дели»
  -  Эскадренные миноносцы типа «Раджпут»
  -  Фрегаты типа «Брахмапутра»
  -  Корветы типа «Каморта»

14 радаров этого типа проданы в качестве РЛС контроля гражданского воздушного сообщения.

## Фото
- РЛС Bharat RAWL на индийском эсминце D61 «Дели»